# Heleioporus psammophilus
Heleioporus psammophilus es una especie  de anfibios de la familia Limnodynastidae.

## Distribución geográfica
Se encuentra en Australia.